# Mariä Himmelfahrt (Mauern)

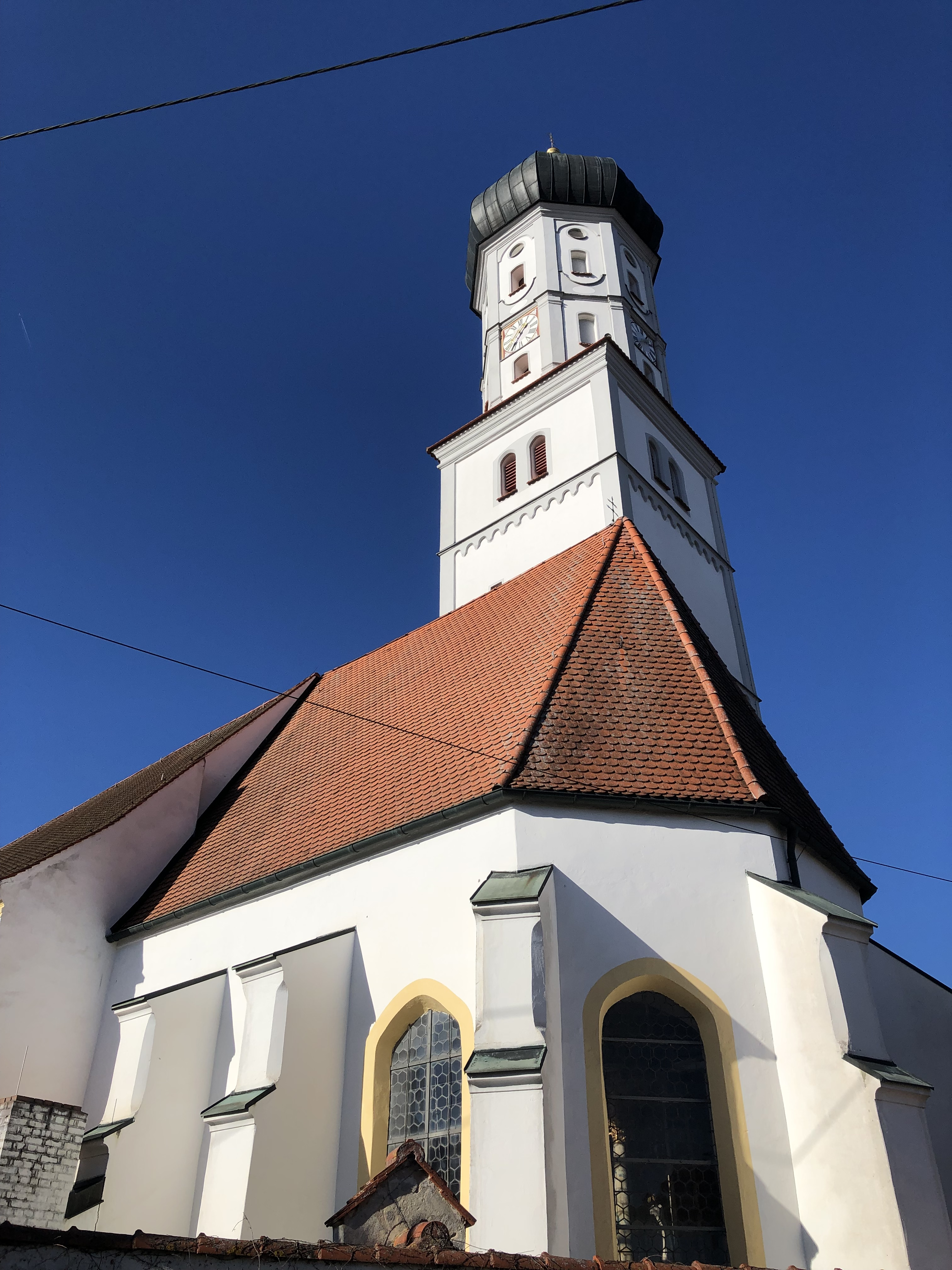
Mariä Himmelfahrt in Mauern

Die römisch-katholische Pfarrkirche Mariä Himmelfahrt, eine ehemalige Wallfahrtskirche, steht in Mauern, einem Gemeindeteil des Marktes Rennertshofen im oberbayerischen Landkreis Neuburg-Schrobenhausen. Das Bauwerk ist in der Liste der Baudenkmäler in Rennertshofen unter der Nr. D-1-85-153-72 eingetragen. Die Kirche gehört zum Dekanat Neuburg-Schrobenhausen des Bistums Augsburg. Das Patrozinium der Kirche wird am 15. August (Mariä Himmelfahrt) gefeiert. 

## Beschreibung
Die barocke Saalkirche besteht aus dem 1733/34 gebauten Langhaus, dem eingezogenen, dreiseitig geschlossenen, von Strebepfeilern gestützten Chor vom Ende des 14. Jahrhunderts im Osten und dem Chorflankenturm auf quadratischem Grundriss an der Nordwand des Chors, dessen untere Geschosse aus dem 13. Jahrhundert stammen. Er wurde 1734 mit einem Geschoss aufgestockt und mit einer Zwiebelhaube bedeckt.
Der Innenraum des Langhauses ist mit einem Muldengewölbe überspannt, der des Chors mit einem Stichkappengewölbe. Die 1734 eingebrachten Fresken wurden 1861/62 stark überarbeitet. Die Altäre und die Kanzel wurden um 1760 eingerichtet. Der Hochaltar wird von den Skulpturen des Johannes des Täufers und des Johannes Nepomuk flankiert. Auf dem Altarretabel ist die Aufnahme Marias in den Himmel dargestellt.